# 出羽重遠
出羽重遠（日语：／ Dewa Shigetō，1856年1月17日—1930年1月27日），大日本帝国海军军人、華族。最终军阶为海军大将。受封正二位、勋一等、功二级、男爵。

## 简历
出羽其父为陸奧國会津若松城的出羽佐太郎重信。出羽幼名房吉。其妻为会津藩士大沼亲诚之女；妻妹为铃木贯太郎之妻阿丰；其妻弟为大沼龙太郎海军轮机少将（“海軍機關少将”）。长子重夫为海军兵学校34期生，以海军大尉战死；次子泰邦为加藤定吉的养嗣子；四子重芳为贵族院议员。重夫之女后来成为寺垣猪三海军中将的养女。
戊辰戰爭期间出羽加入白虎隊参加了战斗。战后其父以會津松平家的御用挂（皇室担当勤务者）身份上京，出羽亦随其父同行，后师从秋月悌次郎等人，进行学习。
1878年（明治11年）8月16日，出羽以海軍兵學寮5期毕业；同期生中著名人物有三須宗太郎（海军大将）。出羽曾奉命任防护巡洋舰浪速的返航委员赴英国处理接收事宜，并在返航时担任航海长一职。其后出羽又历任防护巡洋舰高千穂的分队长、无防护巡洋舰高雄的副舰长、炮舰赤城的舰长等职，拥有着非常丰富的一线部队经验；其后又出任海军省第一局第一课长（后军务局第一课长）、大臣官房人事课长等海军行政职务。

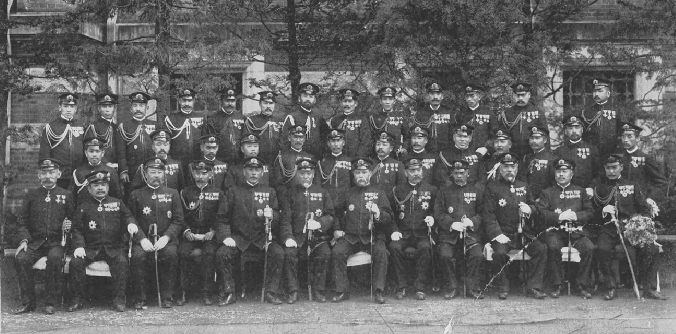
日俄战争凯旋式当天的海军首脑。从左起第4人起依次为伊集院五郎、上村彦之丞、东乡平八郎、山本權兵衛、伊东祐亨、片冈七郎、出羽重遠、齋藤實、山下源太郎；中列左起第6人为加藤友三郎

中日甲午战争爆发时，出羽正任西海舰队参谋长。1894年12月27日，出羽晋升为海军大佐，同时调任为联合舰队参谋长，辅佐联合舰队司令长官伊东祐亨。甲午战争后再度出任军务局第一课长、军务局军事课长等职。1898年，出羽担任时任海軍大臣的山本權兵衛的次官。1900年，出羽由齋藤實推荐，赴英国担任装甲巡洋舰常磐的返航委员长。1900年5月20日，出羽晋升为海军少将，同时叙任常备舰队司令长官；后又任军务局长兼軍令部次长。
日俄战争爆发时出羽为第三战队司令。其率领着4艘巡洋舰，在第一舰队旗下，与第一战队共同参加了对马海峡海战（日方称为日本海海战）。1905年日本方面编组成第四舰队，出羽担任司令长官一职，指挥了库页岛登陆作战。日俄战争后出羽又先后任第二舰队司令长官、佐世保镇守府司令长官、教育本部长等职，1912年年7月9日在第一舰队司令长官任内晋升为海军大将。在此之前日本的海军大将中除了皇族有栖川宮威仁親王外其余13人全部为旧薩摩藩出身，而出羽不但是萨摩藩以外第一人、还更是来自于所谓“贼藩”的会津藩，其升任海军大将一事颇为轰动，媒体多有报道。1913年12月1日，出羽担任军事参议官。1914年1月28日，任西门子事件查问委员长。
晚年的出羽为會津戰爭中的死难者建立纪念碑而奔走。逝世后，葬于东京青山靈園。

## 履历
1872年（明治5年）10月3日，就读海軍兵學寮。
1878年8月16日，以海軍兵學寮5期毕业，在43人中排名第6。任海军少尉补。
1880年8月12日，获海军少尉衔。同年12月4日，在护卫舰龍驤上服役。
1883年2月27日，晋升为海军中尉。同年10月4日，在护卫舰天城上服役。
1885年4月27日，奉命任防护巡洋舰浪速的返航委员，赴英国处理接收事宜，并在11月20日担任浪速航海长一职。
1886年4月7日，晋升为海军大尉。6月26日返抵日本。10月15日，任防护巡洋舰高千穂的分队长。
1887年10月27日，任常备小舰队司令官参谋。
1889年7月29日，任无防护巡洋舰高雄的副舰长。
1890年10月16日，晋升为海军少佐。
1891年6月17日，任海军省第一局第一课长。
1893年5月20日，任海军省大臣官房人事课长。同年9月12日，任炮舰赤城舰长。
1894年5月5日，任通报舰龙田返航委员长。6月5日任龙田舰长，并启程前往英国。12月7日，晋升为海军大佐，任西海舰队参谋长。12月17日，任常备舰队参谋长及联合舰队参谋长。
1895年7月25日，任海军省军务局第一课长。
1896年5月27日，兼任临时建筑部部员。
1897年4月1日，任海军省军务局军事课长。6月7日，获赐一级俸。
1898年4月5日，任装甲巡洋舰常磐的返航委员长，准备赴英国进行接收。10月3日，任常磐舰长。
1899年7月16日，返抵日本。
1900年5月20日，晋升为海军少将，任常备舰队司令。
1901年7月3日，任橫須賀鎮守府舰政部长。
1902年10月29日，任海军省军务局长，兼军令部次长、海军将官会议议员。
1903年10月27日，再度出任常备舰队司令。12月28日，任第一舰队司令。
1904年6月6日，晋升为海军中将。
1905年6月14日，任第四舰队司令长官。12月20日，任第二舰队司令长官。
1906年9月13日，作为伏見宮博恭王的随员赴中国。11月22日，任海军教育本部长、将官会议议员。
1907年7月20日，任练习舰队特命检阅使。
1908年5月26日，任第二舰队司令长官。
1909年2月1日，任佐世保镇守府司令长官。
1911年12月1日，任第一舰队司令长官。
1912年7月9日，晋升为海军大将。
1913年12月1日，任军事参议官。

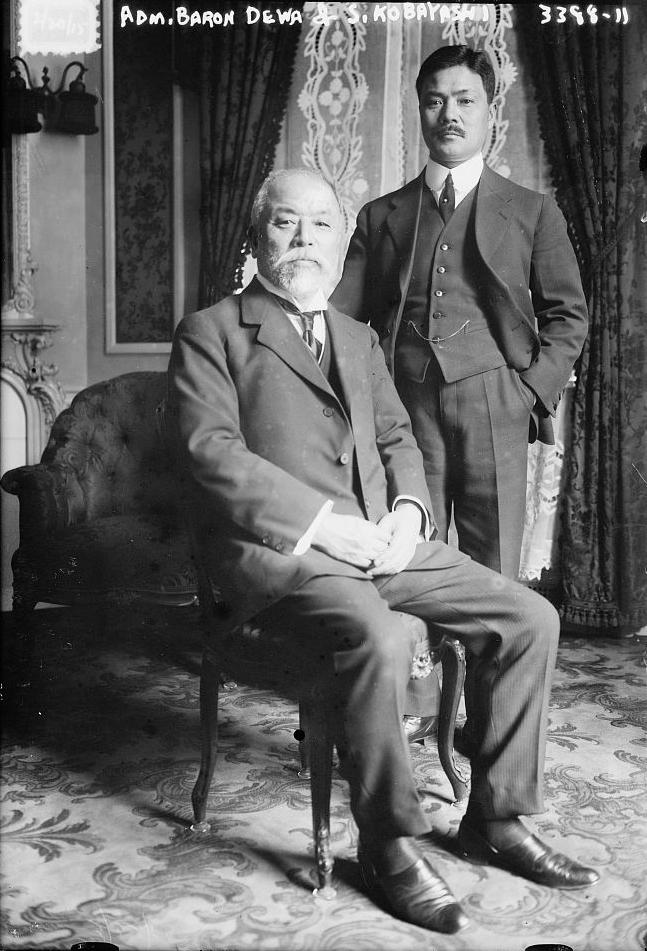
出羽重远与小林躋造

1914年1月28日，“西门子事件”查问委员长。3月20日，任特命检阅使 。
1915年1月7日，作为日本政府代表之一参加巴拿马运河开通仪式，以及巴拿马太平洋万国博览会。小林躋造海军中佐也在随行人员之列。
1916年9月6日，任特命检阅使。
1919年3月21日，任特命检阅使。
1920年12月17日，转为预备役。
1925年12月17日，退役。

## 荣勋

### 日本国内
- 1891年（明治24年）12月16日 - 從六位[19]
- 1894年11月24日 - 勋五等瑞宝章[20]
- 1895年 - 
  - 9月27日 - 功四级金鵄勋章、双光旭日章[21]
  - 11月18日 - 明治二十七八年从军记章[22]
  - 12月28日 - 正六位[23]
- 1898年3月8日 - 從五位[24]
- 1900年8月8日 - 正五位[25]
- 1904年7月15日 - 從四位[26]
- 1906年 - 
  - 4月1日 - 功二级金鵄勋章、勳一等旭日大綬章、明治三十七八年从军记章[27]
  - 7月30日 - 正四位[28]
- 1907年9月21日 - 男爵[29]
- 1909年9月20日 - 従三位[30]
- 1912年（大正元年）10月10日 - 正三位[31]
- 1915年 
  - 11月7日 - 金杯一组（日语：賞杯）、大正三四年从军记章[32]
  - 11月10日 - 大礼纪念章[33]
- 1917年10月30日 - 従二位[34]
- 1921年1月10日 - 正二位[35]
- 1930年（昭和5年）1月27日 - 勋一等旭日桐花大绶章（日语：勲一等旭日桐花大綬章）[36]

### 外国
- 1902年（明治35年）
  - 9月6日 – 奥匈帝国战役纪念章及二等铁王冠勋章勋章（英语：Order of the Iron Crown (Austria)）[37]
  - 10月28日 - 俄罗斯帝国一等圣斯坦尼斯拉夫勋章（英语：Order of Saint Stanislaus (House of Romanov)）[38]
- 1906年11月17日 - 大清帝国头等第三双龙宝星[39]
- 1910年4月14日 - 大韓帝國皇帝陛下西南巡幸纪念章[40]

## 関連項目
- 大日本帝國海軍軍人列表
- 日本海军大将列表

| 军职              | 军职                                                    | 军职            |
| ----------------- | ------------------------------------------------------- | --------------- |
| 前任： 岡田啟介   | 連合艦隊司令長官 第17代：1926年12月1日 - 1928年12月10日 | 繼任： 谷口尚真 |
| 前任： 鈴木貫太郎 | 軍令部長 第13代：1929年1月22日 - 1930年6月11日          | 繼任： 谷口尚真 |